# 横山和俊
横山 和俊（よこやま かずとし、1969年2月18日 - ）は、日本の音楽家・マニピュレーター・キーボーディストである。

## 来歴
新潟県小千谷市出身。様々なアーティストの楽曲提供、マニピュレーター、SE音楽制作など幅広く活動。Laputa、aki、Lucy、淳士などのライブに参加。キーボード以外にドラムパッドやダンスなどのパフォーマンスも披露。音楽だけに留まらず、2011年に役者として舞台デビューも果たす。人時とのユニット「Dummy's Corporation」ではボーカルも担当。「カスタネットローズ」としても活動。カスタネットを片手に造花のバラを口にくわえて披露。
2025年現在、H.U.G、Luv PARADE、横山和俊 主催イベント『YK Show』、YokodieS、TAG、Kaya、Közi、Ni～ya、デスヲ、BUCK-TICK、The Brow Beat、defspiral、BULL ZEICHEN 88、ミューサイ、アノラックフェスなどで活動。

## 人物
好きな食べ物：刺身・寿司・蕎麦・焼きそば・卵・カニカマ（伏見）
好きな飲み物：ハイボール、黒ホッピー
たばこ：以前は吸っていたが2015年にやめた

## ディスコグラフィ

### アルバム
- HEADPHONE （1994年10月21日）

### シングル
- CD-R『Shake you up』（2013年2月18日）
- iTunes配信Maxi Single『Shake you up』（2013年3月20日）

## 主な参加作品
シングル
- M-AGE
  - 「someday close your eyes」(1992年7月22日)
  - 「someday ep」(1992年7月22日)
  - 「NEXUS 7」(1993年5月21日)
  - 「mother」(1993年7月21日)
- BRAIN DRIVE
  - 「Beauty Blood Monsters」(1993年1月21日)
  - 「BRAIN WASHING」(1993年4月21日)
  - 「realize」(1993年6月23日)
- BUCK-TICK
  - 「ドレス」(1993年5月21日)
  - 「唄」(1995年3月24日)
  - 「鼓動」(1995年4月21日)
  - 「キャンディ」(1996年5月22日)
  - 「ヒロイン」(1997年11月12日)
  - 「囁き」(1998年3月11日)
  - 「月世界」(1998年5月13日)
  - 「蜉蝣 -かげろう-」(2006年8月2日)
  - 「RENDEZVOUS 〜ランデヴー〜」(2007年6月6日)
  - 「Alice in Wonder Underground」(2007年8月8日)
  - 「独壇場Beauty」(2010年3月24日)
  - 「くちづけ」(2010年9月1日)
  - 「MISS TAKE 〜僕はミス・テイク〜」(2012年7月4日)
- 8分のバニラ
  - 「ecstasy」(1995年7月21日)
  - 「BABY CHOU」(1995年8月23日)
  - 「HEAVY HEAVENの素敵な過ごし方」(1995年9月21日)
  - 「エデンno.87 sunday」(1996年1月24日)
  - 「エイリアン・イン・マイ・ルーム」(1996年8月21日)
  - 「ハネムーン」(1996年10月23日)
- Guniw Tools
  - 「FANCY PINK」(1996年10月23日)
  - 「ヨモギの心」(1997年1月22日)
  - 「DADA」(1997年12月17日)
- qbe
  - 「FLOWER」(1998年7月23日)
  - ハウス「完熟トマトのハヤシライスソース」CM曲
- Everlasting-K
  - 「Metamorphose」(2006年2月1日)
  - 「CRAZY」(2006年12月6日)
  - 「Butterfly」(2007年7月28日)
- aki
  - 「THE CELL MIXES」(2006年3月1日)
  - 「FOOLISH DANCE FLOOR / LANDSCAPE」(2007年10月17日)
  - 「くちづけ / NO REASON」(2007年11月14日)
  - 「ユメ、アザヤカ / NIGHT RIDER」(2012年8月19日)
  - 「BALANCE / RED ALERT」(2012年10月10日)
- Lucy
  - 「BULLETS-Shooting Super Star-」(2006年3月29日)
- D'espairsRay
  - 「凍える夜に咲いた花」(2006年4月5日)
- メリー
  - 「コールing c/w 陽の当たらない場所‐Merry re-recorded version‐」(2006年12月6日)
  - 「Blind Romance/最果てのパレード」(2007年4月18日)
- Dummy's Corporation
  - iTunes配信Maxi Single「四季」(2012年1月4日)
  - 「Repeat after me」(2012年7月29日)
- 加藤タクヤ
  - 「聖母たちのララバイ」(2012年6月6日)レコチョク配信のみ
- Angelo
  - 「RIP / MOMENT」(2012年6月27日)
- defspiral「Masquerade」(2013年4月10日)

アルバム
- DANCE 2 NOISE
  - 「002」参加楽曲…2:A HOWLING OF AN AUTIS/PANDEMONIUM、7:DUAL VOICE/DUAL VOICE、12:JAPANESE SIGHT/THE MAD CAPSULE MARKET'S(1992年3月21日)
  - 「003」参加楽曲…13:I NEED YOU・・・/DEEP(1992年8月26日)
  - 「004」参加楽曲…2:STATE VIOLENCE STATE CONTROL/CONTROLLED PKO(1993年1月21日)
- V.A.
  - 「SUPER MEGA DANCE FACTORY Vol.1」
    - 参加楽曲…9:白昼夢/Virus (Yokoyama feat. 3-P)、10:802/K.R.S.(1993年2月24日)

  - 「funny mouth v.a.」
    - 参加楽曲…1:Everyday, Under the Blue Blue Sky/Mari Mari(1993年5月25日)

  - 「TK GROOVE vol.1」・「TK GROOVE vol.2」(1996年7月1日)
  - 「a tribute to JAPAN」
    - 参加楽曲…3：AIN'T THAT PECULIAR、10：NIGHTPORTER(1996年9月4日)

  - 「Tribute to THE STARCLUB」(1997年3月21日)
    - 参加楽曲…5:The Unknown Soldier/今井寿、樋口豊、HIKAGE

  - 「ロマンチスト〜THE STALIN・遠藤ミチロウトリビュート・アルバム」(2010年12月1日)
    - 参加楽曲…BUCK-TICK「おまえの犬になる」
- BUCK-TICK
  - 「殺シノ調べ This is NOT Greatest Hits」(1992年3月21日)
  - 「Darker than darkness -style 93-」(1993年6月23日)
  - 「Six/Nine」(1995年5月15日)
  - 「COSMOS」(1996年6月21日)
  - 「SEXY STREAM LINER」(1997年12月10日)
  - 「天使のリボルバー」(2007年9月19日）
  - 「RAZZLE DAZZLE」(2010年10月13日)
  - 「夢見る宇宙」(2012年9月19日)
- BRAIN DRIVE
  - 「完全驚異」(1992年10月21日)
- M-AGE
  - 「vibES」(1992年11月21日)
- 幻覚アレルギー
  - 「PSYCHE:DELIC」(1994年3月30日)
  - 「JAPANESE TRASH」(1994年12月16日)
- SCHAFT
  - 「SWITCHBLADE」(1994年9月21日)
- 8分のバニラ
  - 「8分のバニラ」(1995年10月21日)
  - 「ラヴ・チャーマー」(1996年9月21日)
- 濱田マリ
  - 「フツーの人」藤井麻輝のプリプロの手伝い(1995年11月22日)
  - 「編む女」(1997年10月15日)参加楽曲…7:It's My Love(r)
- 塩野健士
  - 「no」(1996年3月23日)
- Guniw Tools
  - 「NIWLUN」(1996年4月24日)
  - 「Other Goose」(1997年1月22日)
  - ミニアルバム「SPARKY」(1997年8月21日)
- THE MAD CAPSULE MARKET'S
  - 「THE MAD CAPSULE MARKET'S」(1996年9月4日)
- 七森美江
  - 「Star Festival」(1997年7月7日)全4曲で作曲/編曲担当
- Everlasting-K
  - 「Calling」(2006年3月1日）
  - 「Birth & Rebirth」(2012年5月12日)会場限定販売
  - 「Birth & Rebirth Vo.2」(2012年12月21日)会場限定販売
- Lucy
  - 「ROCKAROLLICA II」(2006年4月26日)
- 天照
  - 「天翔星使(あまかけるほしのつかい)」(2006年9月20日)
- aki
  - 「RESONANCE」(2007年3月7日）
  - ミニアルバム「INSPIRE」(2010年5月19日)
  - 「DISCORD」(2011年6月8日)
  - Mini Album「INSPIRE」2ndプレス(2012年10月10日)
- 和宇-KAZU-六水院
  - 「なごみの聲 〜なごみのしょう〜」(2007年6月30日)
- メリー
  - 「M.E.R.R.Y.」(2007年11月7日）
  - CD＋DVD「Beautiful Freaks」(2011年7月27日)
- 藤原紀香
  - コンピレーション「Norika Wedding Style」(2007年12月20日)
- 9GOATS BLACK OUT
  - 「TANATOS Limited Edition」(2010年3月24日)参加楽曲…690min [ Remix ]
- Dummy's Corporation
  - 「SUN HIGH」(2011年2月23日)
  - iTunes配信Album「Dummy's Co.」(2011年7月27日)
  - iTunes配信Mini Album「SHUFFLE '11」(2012年2月8日)
- 舞台『愛在る領域』
  - 開場用BGMiTunes配信Album「天地創造」(2011年6月22日)
  - オリジナルサウンドトラック(2011年8月24日)
- Angelo
  - 「RETINA」(2012年11月14日)

DVD
- 淳士
  - LIVE in Rock-May-Kan (2006年4月26日)
- Lucy
  - LIVE DVD「Lucy Show 002 LIVE at UNIT」(2006年11月1日)
  - LIVE DVD「Lucy Show 002 LIVE at STUDIO COAST」(2006年11月1日)
- Dummy's Corporation
  - 「Road to set tie II 〜参上!参拝!SUN HIGH ツアー 2010〜ファイナルプレゼンテーション」(2011年2月23日)
- BUCK-TICK
  - 「TOUR 2010 go on the“RAZZLE DAZZLE”」(2011年4月6日)

未音源化曲とその他非売品CD
- Video『新 男樹』(1997年8月21日発売)
  - 参加楽曲…劇中主題歌 岩名ミサ「ACTIVITIES FOR YOU」&劇中音楽：作曲,編曲,演奏
- Video『新 男樹2』(1997年12月21日発売)
- Dummy's Corporation
  - 非売品「粗品弐」(2010年2月18日)
  - 非売品「粗品参」(2010年7月19日)
- World net TV for 『いだくに演劇探偵団』テーマ曲(2011年5月25日)
- DVD-R「Kazutoshi♪ 200%♪」

舞台
- 大塚萬劇場にて2011年5月7日 - 5月11日の公演に出演。
- 創作・演劇プロジェクト「スペイド」の作品「愛在る領域」に演劇界初参戦にして初主演。
- 劇中の全使用楽曲も手掛けた。